# Batocera migsominea
Batocera migsominea là một loài bọ cánh cứng trong họ Cerambycidae.